# Cheltenham Town F.C.
Cheltenham Town Football Club er en engelsk fodboldklub fra byen Cheltenham. Klubben spiller i landets fjerdebedste række, League Two. De spiller deres hjemmekampe på stadionet Whaddon Road. Klubben blev stiftet i 1887.